# Aquila gurneyi
El águila de Gurney, águila moluqueña o águila de las Molucas (Aquila gurneyi) es una especie de ave accipitriforme de la familia Accipitridae. No se conocen subespecies.

## Características
Es de color marrón oscuro negruzco, con superficies inferiores más pálidas y cola redondeada. La longitud de su cuerpo es 74 a 86 cm; con una envergadura de alas entre 1,7 y 1,9 m. Las hembras son más grandes que los machos. Sus alas se sostienen abiertas al deslizarse.

## Distribución
Se encuentra en Nueva Guinea y las islas adyacentes al occidente, en las Molucas. Se ha registrado en las islas de Saibai y de Boigu, al noroeste del estrecho de Torres. Habita en las selvas, los bosques pantanosos, y en áreas cultivadas y costeras adyacentes.